# カンデー・ラーオ・ホールカル2世
カンデー・ラーオ・ホールカル2世（Khande Rao Holkar II, 1828年 - 1844年3月17日）は、インド、ホールカル家の当主、インドール藩王国の君主（在位：1843年 - 1844年）。

## 生涯
1828年、カンデー・ラーオ・ホールカルはホールカル家一族のバープージー・ラーオ・ホールカルの長男として生まれた。
従兄弟で当主であるハリ・ラーオ・ホールカルは不健康のため、イギリスに後継者を養子で取るように迫られており、1841年7月2日にカンデー・ラーオが正式にその養子となり、8月30日にそれが認められた。
1843年10月24日、養父ハリ・ラーオ・ホールカルは死亡し、カンデー・ラーオ・ホールカル2世としてその後を継いだ。
カンデー・ラーオは義理の祖母であるクリシュナ・バーイー・ホールカルの摂政のもと統治したが、彼は心身ともに虚弱で宰相のラージャ・バーウ・パーンセーの実権にあった。
そして、1844年3月17日、カンデー・ラーオは治世一年にも満たずに死亡した。